# Spiraea daochengensis
Spiraea daochengensis är en rosväxtart som beskrevs av Ling Ti Lu. Spiraea daochengensis ingår i släktet spireor, och familjen rosväxter. Inga underarter finns listade i Catalogue of Life.